# トマシュ・スミッド
トマーシュ・シュミート（Tomáš Šmíd、1956年5月20日 - ）は、チェコスロバキア（現チェコ）・ピルゼン出身の元男子プロテニス選手。現役選手時代はダブルスの名手としてよく知られ、ATPツアーでシングルス9勝、ダブルス55勝を挙げた。自己最高ランキングはシングルス11位、ダブルス1位。ダブルスでは、チェコのパベル・スロジル、ミロスラフ・メチージュなどと組んで多くの好成績を出した。現役引退後、スミッドはボリス・ベッカーほか多数のプロ選手のコーチになった。
あまり知られていない話に、当時チェコスロバキアでは徴兵があり（とはいえ、トップクラスのスポーツ選手の場合は、単に『籍を置いていた』という程度であるが）、スミッドも陸軍で兵役に就いたことがある。この時に新兵として入ってきたのが、後に男子テニスの世界ランキング1位になるイワン・レンドルであった。